# 18149 Colombatti
18149 Colombatti este un asteroid din centura principală de asteroizi.

## Descriere
18149 Colombatti este un asteroid din centura principală de asteroizi. A fost descoperit pe 29 iulie 2000 la Stația Anderson Mesa în cadrul programului LONEOS. Asteroidul prezintă o orbită caracterizată de o semiaxă mare de 2,84 ua, o excentricitate de 0,04 și o înclinație de 3,1° în raport cu ecliptica.